# Surfanje
Surfanje ali jezdenje valov je vodni šport, pri katerem se za premikanje izkorišča energija, ki se sprošča pri lomljenju valov. 
Surf predstavlja posebno stanje gladine morja ali oceana, ko se valovi oz. energija, ki potuje skozi vodni medij, dvigne do točke, ki je tik pred zlomom sama nase. Valovi, ki se nahajajo v območju surf zone so lomeči se valovi (angleško breakers). V našem akvatoriju je označba precej neznana, saj nimamo obal, kjer bi se proces lomljenja valov dogajal v takšni pogostosti, da bi tudi poimenovali takšno stanje morja. Kljub temu lomeči se valovi periodično nastanejo tudi na Jadranskem morju. 
Najpogosteje se surfanje povezuje z deskanjem na valovih, pri čemer se za surfanje uporablja deska. Razvili so se tudi podobni športi, t. i. bodysurfing in bodyboarding, ki pa še nimata slovenskega izraza.              

## Sklic
1. ↑  »breaker«. Cambridge Dictionary. 29. december 2021. Pridobljeno 29. decembra 2021.
2. ↑  »surf«. Cambridge Dictionary. 29. december 2021. Pridobljeno 29. decembra 2021.